# Période bubaline
Pour les articles homonymes, voir Bubale.
Le terme période bubaline (de bubalus, le buffle), désigne un style d’art rupestre saharien du Néolithique (toutefois, les buffles africains de savane Syncerus caffer appartiennent à un autre genre que Bubalus : le buffle d’eau euro-asiatique). La « période bubaline » se caractérise par la représentation d'animaux à grandes cornes recourbées, aujourd’hui assimilés à l’espèce sauvage éteinte Pelorovis, initialement attribuée aux ovins (Pelorovis signifie « ovin monstrueux ») mais aujourd'hui classée parmi les bovidés (et aussi appelée Bubalus antiquus). La « période bubaline » désigne le groupe de peintures et gravures rupestres les plus anciennes connues au Sahara. Les témoignages de cette période sont particulièrement abondants dans le Sahara algérien.

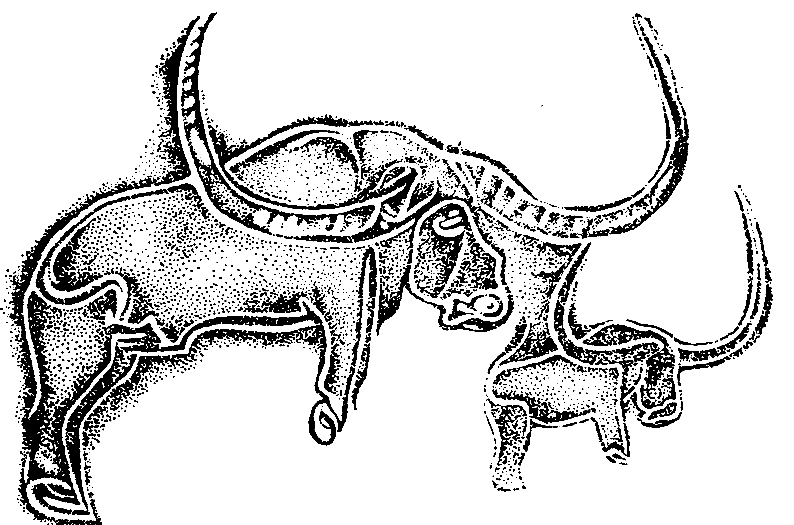
Gravure pariétale « bubaline » de la vallée de Mathendous, supposée représenter Pelorovis antiquus.

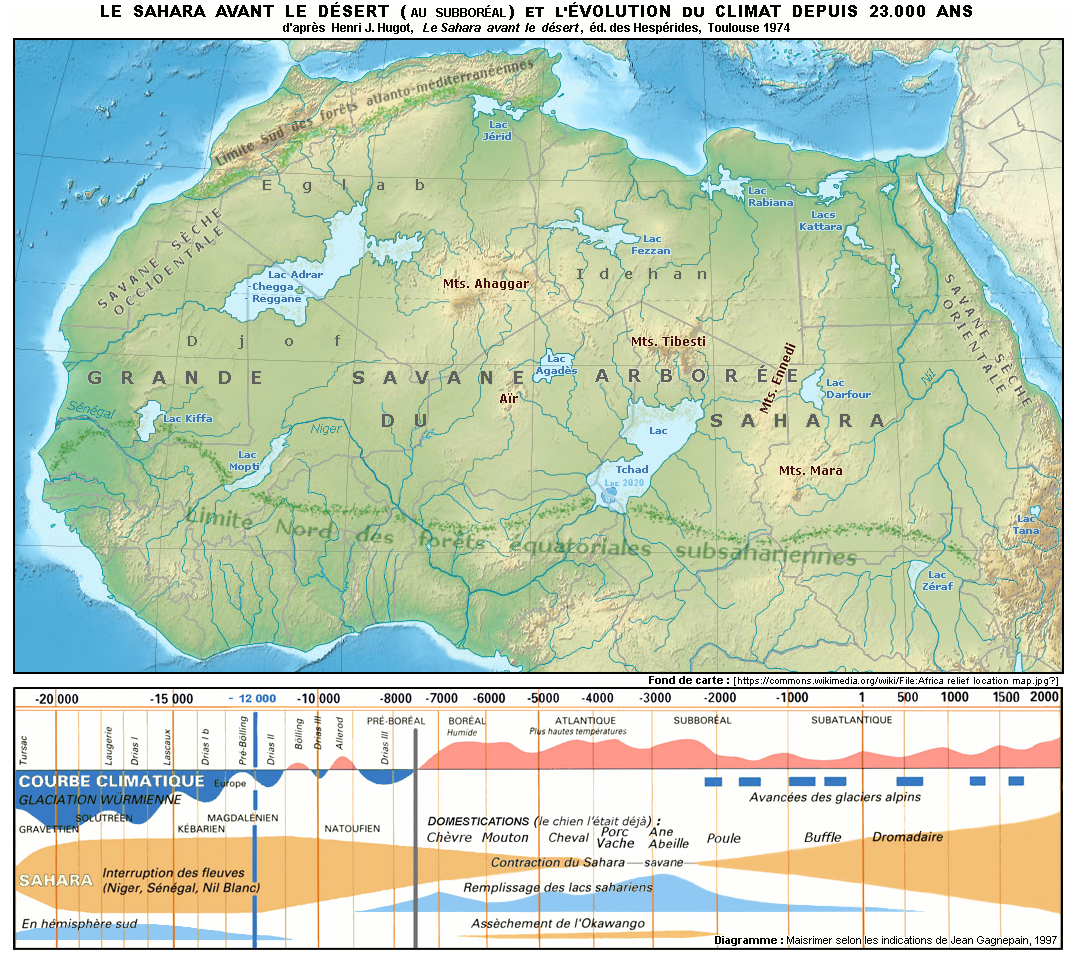
Le Sahara durant sa période humide : la végétation était de type savane arborée et la faune, attestée par les restes fossiles et l'art rupestre, comprenait des autruches, des gazelles, des girafes, des bovins, des rhinocéros, des éléphants, des hippopotames, des crocodiles…

## Historique
C’est avec le tableau proposé en 1932 par Théodore Monod que l’on trouve, pour la première fois, un étage dit « bubalin » dans une publication scientifique. Ce style étant présent dans le Sud Oranais, mais absent de l’Adrar Ahnet, et Théodore Monod se demandait comment le positionner dans le temps par rapport aux bœufs qu’il venait de relever dans l’Adrar Ahnet. Depuis, les découvertes au Fezzan et au Tassili n'Ajjer ont mis en évidence que le Pelorovis était bien l’espèce témoin de cette époque.

## Chronologie
Le style « bubalin » est considéré comme le plus ancien de l’art rupestre du Sahara. Depuis les recherches de Raymond Vaufrey dans le Sud Oranais, et bien qu’il représente presque exclusivement des animaux sauvages, ce style est rattaché au Néolithique. Les outillages néolithiques sont en effet fréquents près des stations de gravures concernées (32 fois sur 36 stations observées).

## Aire géographique
La période « bubaline » n’est représentée que dans trois régions du Sahara :
- le Sud Oranais, avec des éléments secondaires dans le Sud Algérois, le Sud Constantinois et le Sud marocain ;
- le Tassili n'Ajjer, avec son centre principal à l’oued Djerat ;
- le Fezzan, avec son centre, la vallée de Mathendous.